# Rumont (Meuse)
Rumont é uma comuna francesa na região administrativa de Grande Leste, no departamento de Meuse. Estende-se por uma área de 6,31 km². Em 2010 a comuna tinha 88 habitantes (densidade: 13,9 hab./km²).